# Literatura francesa en la Edad Media
Se entiende por literatura francesa de la edad media a la producción literaria compuesta en lengua francesa o lengua de oïl durante un período comprendido entre el siglo IX, fecha de los primeros textos en romance, hasta el siglo XV, momento en el que convencionalmente se señala el fin de la Edad Media.
En este período, la otra gran lengua galo-románica, la occitana, produjo también abundante literatura de carácter lírico-trovadoresco. Así mismo, algunas obras fueron escritas en lenguas literarias híbridas. La canción de gesta Girard de Roussillon, por ejemplo, mezclaba artificialmente las lenguas de oc y de oïl.

Durante los siglos XII, XIII y XIV, el francés y sus correspondientes modelos literarios fueron hegemónicos en la  literatura cortesana y caballeresca. Divulgado por las cultivadas cortes anglo-normandas y francesas, extendió su uso a territorios tan alejados de su área natural como Escandinavia, Germania, las penínsulas itálica e ibérica o los reinos cristiano-occidentales de Oriente Próximo. En este fenómeno está el origen de una literatura europea comprensiva que trasciende las todavía inéditas identidades nacionales y que se reivindica frente a la escrita en la lengua culta, el latín. Por otra parte, esta nueva expresión literaria supuso el principio de un proceso de laicización de la literatura que, hasta entonces, había tratado exclusivamente temas religiosos. El francés antiguo se configuró como la lengua románica específica de ciertos géneros novedosos como los relatos de ficción, las obras de carácter enciclopédico, los tratados científicos e, incluso, los libros de viajes. Dante Alighieri en su De vulgari eloquentia (I, X, 1) escribe: 

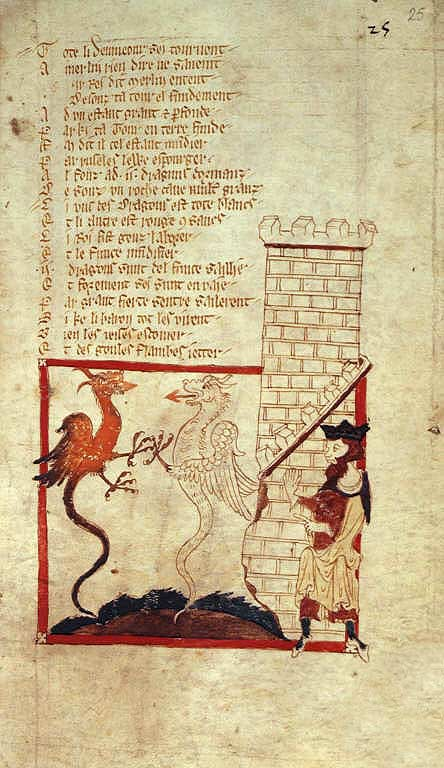
Roman de Brut, de Wace, en un manuscrito del

"Alega que a la lengua de oïl que por ser fácil y agradable lengua vulgar, le pertenece todo aquello que ha sido traducido en prosa vulgar, es decir, la Biblia, los libros de las gestas de los troyanos y de los romanos, y las bellísimas leyendas del rey Arturo, y otras historias y doctrinas." 

## Primeros textos
El primer texto literario conocido en lengua francesa es la Secuencia de Santa Eulalia, escrita probablemente entre 881 y 882. Se trata de una adaptación en 29 versos de un poema latino de carácter religioso y moralizante. Le siguieron otros como la Vie de Saint Léger y Vida de San Alejo.
Los primeros grandes textos de la literatura francesa datan de mediados de la Edad Media, hacia el siglo XI, en una época de gran desarrollo de la agricultura y de expansión demográfica tras largos periodos de invasiones y epidemias.

## Los cantares de gesta
La épica francesa aparece ya a finales del siglo XI y se sigue cultivando hasta bien entrado el siglo XV, dando lugar a la producción más vasta de cuantas hay en Europa. La clasificación por ciclos, atendiendo al héroe o familia en torno al cual se desarrolla el relato, se ha impuesto a la hora de poner orden en el amplio cuerpo de cantares. 
Como caracteres generales de toda la producción, se pueden señalar la sobriedad de la narración, con un elemento fantástico creciente en las últimas composiciones y que será la base futura de las novelas de caballerías; y la organización en tiradas o laisses de extensión variable a modo de estrofa, con versos de dieciséis sílabas en las primeras obras, que fueron sustituidos de manera tardía por los alejandrinos.
La literatura épica medieval gira en torno a la caballería, la define éticamente y difunde su mito. En los cantares de gesta se muestra la clase feudal a través del caballero, héroe épico de fuerza y resistencia sobrehumanas, que hace de la guerra su forma de vida y es presentado como un ejemplo de fidelidad a su señor y, por tanto, como representante de una sociedad cuya existencia está en juego.  
El resto de personajes representan papeles definidos: el amigo confidente, el traidor, el enemigo, etc. Su función en la narración es subrayar el heroísmo y las virtudes del héroe principal. 
En general los temas de los cantares de gesta constituyen lo que el poeta Jean Bodel llamó materia de Francia, frente a los de tema artúrico (materia de Bretaña) y los de temas de la Antigüedad (materia de Roma). 

### Ciclo de Carlomagno o del Rey
Integran este ciclo los poemas que cantan todo cuanto se refiere al emperador Carlomagno, cuya dimensión histórica, política y humana sirvió de fuente de inspiración para los poetas franceses durante muchos siglos. Los más destacados cantares de este ciclo:
- Cantar de Roldán (Chanson de Roland), se trata del primer cantar de gesta, el manuscrito más antiguo de todos los conservados data de finales del s.XI. Aborda, deformándolos, los hechos históricos de la batalla de Roncesvalles, centrándose en el caballero Roldán que supuestamente fue muerto en combate; y ensalzando al tiempo la figura de Carlomagno, a quien se presenta como auténtico caudillo de la Cristiandad.

- Huon de Burdeos (Huon de Bordeaux), poema del siglo XII que narra las peripecias de Huon, condenado por Carlomagno a arrancar la barba y cuatro dientes al emir de Babilonia por haber asesinado por error a su hijo. Se trata de un relato en el que lo fantástico desempeña un papel muy importante.

- La peregrinación de Carlomagno (Le Pèlerinage de Charlemagne), compuesto a principios del siglo XIII, relato imaginario de un supuesto viaje que realizó el soberano con sus Doce Pares a Tierra Santa.

- Berta la de los grandes pies (Bertha aux grands pieds), del siglo XIII, obra de Adenet Le Roi, narra la vida de la madre de Carlomagno.

### Ciclo de Guillermo de Orange
Centrados, aunque no exclusivamente, en la figura del conde Guillermo I de Tolosa, tienen como trasfondo histórico el debilitamiento del poder real tras la muerte del emperador y el acceso al trono de Ludovico. Destacan las siguientes composiciones: 
- La coronación de Ludovico (Le couronnement de Louis), de 1137 obra de Bertrand de Bar-sur-Aube, donde se nos muestra a un monarca débil y pusilánime ante las pretensiones de los nobles.

- Los carros de Nimes (Le charroi de Nîmes), de finales del siglo XII que narra la toma de la ciudad de una manera ingeniosa.

- Aliscans, del mismo siglo. Obra protagonizada por Vivien, sobrino del conde.

### Ciclo de Doon de Mayence
Llamada también "de los vasallos -o barones- rebeldes", el rasgo fundamental de este ciclo es el profundo desprecio que profesan los héroes hacia la figura del rey. Pertenecen a él:
- Renaud de Montauban, conocido también por el nombre de Les quatre fils Aymon, de finales del siglo XII

- Raoul de Cambrai, considerada una de las mejores epopeyas francesas. Narra de manera primorosa la evolución del héroe en el marco de las luchas intestinas de la nobleza.

## La materia de Roma
Las obras que conforman la materia de Roma se inspiran directamente de autores clásicos como Homero, Virgilio u Ovidio, presentando una lectura contemporánea de esos clásicos, al situar a sus personajes en las estructuras ideológicas y sociales de la Edad Media. Formalmente estas obras ya no hacen uso de la tirada épica, la laisse, sino que emplean principalmente los octosílabos pareados. A este grupo pertenecen: 
- Romance de Tebas (Roman de Thèbes), escrito hacia 1150 que relata la leyenda de Edipo.

- Romance de Eneas (Roman d'Enéas), escrito hacia 1155, reelaboración de la Eneida virgiliana.

- Romance de Troya (Roman de Troie) compuesto hacia 1165 por Benoît de Sainte-Maure, que en más de 30.000 versos retoma temas de la Ilíada y la Odisea

- Li Romans d’Alixandre, se trata de una obra colectiva, iniciada hacia 1150 y culminada en siglos posteriores. Está inspirada en la historia de Alejandro Magno que narrara Quinto Curcio y consta de más de 20.000 versos de doce sílabas (catorce según la métrica española) que, por la predicación de que gozaron en siglos venideros, fueron a partir de entonces denominados alejandrinos. Esta obra sirvió de inspiración para el Libro de Alexandre castellano del siglo XIII.

## La materia de Bretaña
La  representa la tradición céltica, por oposición a la tradición carolingia de la materia de Francia, o la tradición latina de la materia de Roma. La irrupción de los héroes bretones (Tristán, Arturo o Lancelot) supuso una novedad en la segunda mitad del siglo XII y constituyó una auténtica moda literaria. Las leyendas celtas sirvieron de inspiración a los autores de lengua d'oïl, si bien aún no hay acuerdo acerca de cómo se produjo esa influencia. Según Jean Marx, no hay duda alguna de que el «esquema general de la narración» del roman francés reproduce los temas esenciales de los relatos de aventura célticos, como son la búsqueda de talismanes, la visita al «Otro Mundo» (generalmente situado tras una frontera acuática), pruebas iniciáticas, conquista de la amada prometida y finalmente consagración de la soberanía. 
Otros autores, como Frappier, minimizan la influencia céltica, resaltando la fuerte y antigua cristianización de los territorios célticos, especialmente Irlanda.

### Tristán e Isolda
La leyenda de Tristán e Isolda hunde sus oscuras raíces en elementos arquetípicos, probablemente presentes en muchas culturas distintas. Aparecen en él reminiscencias de la antigüedad grecolatina y del texto persa Wis y Ramin, entre otros. 
Sin embargo, su relación con la materia de Bretaña es mucho más clara. Existen numerosas concordancias con sagas irlandesas, como Diarmaid y Grainne, por ejemplo. También en algunas «tríadas» bretonas se menciona a Tristán, Isolda, Marc y Arturo. No en vano, desde las versiones más antiguas conocidas, el relato se desarrolla en las tierras celtas de la isla de Irlanda. 
En la literatura francesa, la leyenda más antigua nos es conocida principalmente por dos relatos: uno del poeta francés Béroul, y otro del anglonormando Tomás de Inglaterra, aunque también es posible que existiera una versión de Chrétien de Troyes, hoy perdida. 
Ambos textos narran la historia de Tristán, cuya madre muere siendo él un niño, forzándole a ir a vivir con su tío, el rey Marc de Cornualles. Allí Tristán se destaca como brillante caballero, y entre sus proezas se cuenta la salvación del país del ataque del gigante irlandés Morholt, hazaña en la que cae herido. Siguiendo su voluntad, se le abandona en una barca que, a la deriva, llega a las costas de Irlanda donde Isolda la Rubia, sobrina de Morholt, le cura de sus heridas. 
Tras este episodio vuelve a Cornualles, donde ayuda a su tío a encontrar una esposa. El rey halla por casualidad un cabello de Isolda y se determina a casarse con ella, con lo que Tristán regresa a Irlanda a buscarla, pero, en el barco de vuelta, ambos beben accidentalmente un filtro de amor que les hace enamorarse perdidamente el uno del otro. 
Con todo, Isolda se casa con el rey Marc, pero cuando su enamoramiento es descubierto son expulsados de la corte. Escondidos en un bosque, un prestigioso ermitaño intercede por Isolda en un juicio de Dios, que se salda con el restablecimiento de su honra y su restitución en palacio. 

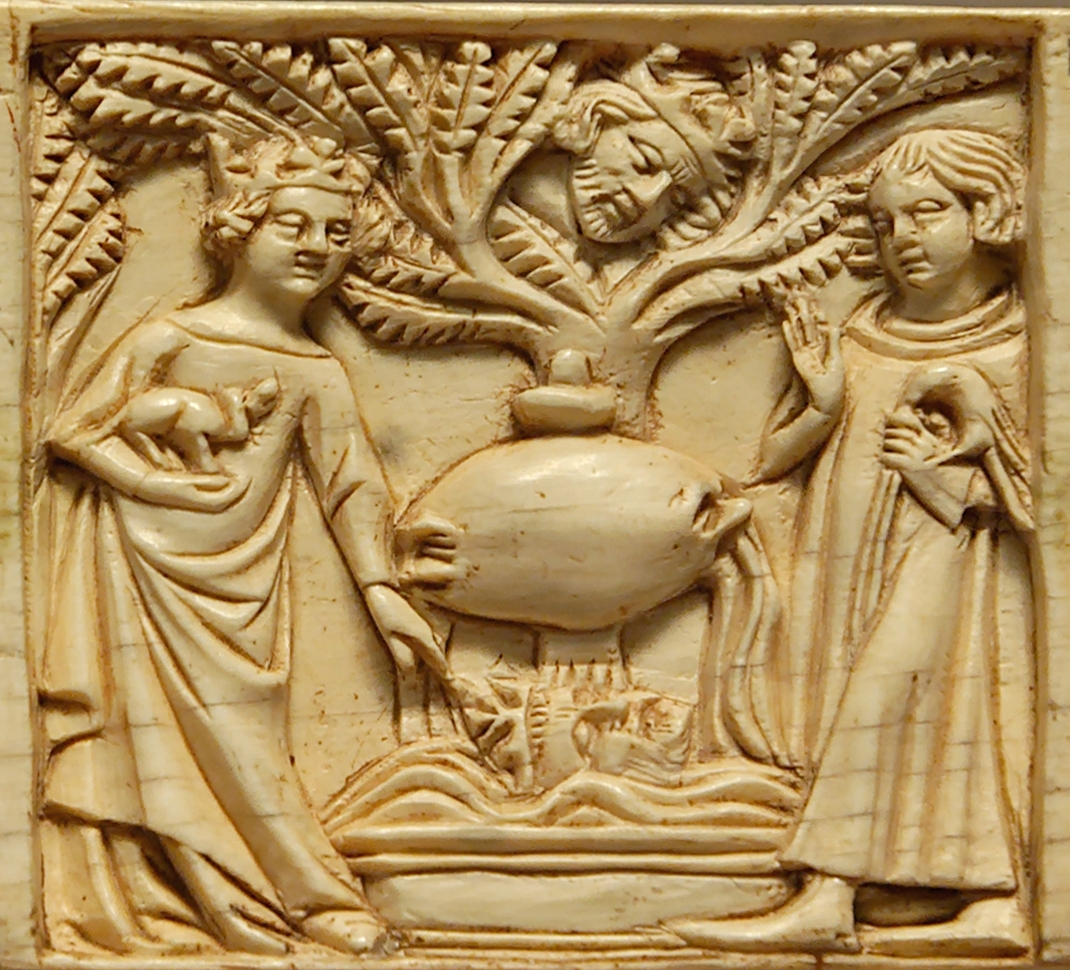
Tristán e Isolda vigilados por el rey Marc. Detalle de un cofre..

Mientras tanto, Tristán abandona el país, corre numerosas aventuras y termina casándose con otra Isolda, la de blanca mano. En una de sus aventuras vuelve a caer herido de tal modo que sólo puede ser curado por Isolda la Rubia, quien acude en su ayuda en cuanto recibe la noticia. Sin embargo, Isolda la de blanca mano, celosa, engaña a Tristán diciendo que el barco en el que ha de llegar la Rubia trae una vela negra, la señal convenida en caso de que no pudiese acudir. Tristán muere desesperado e Isolda también, al enterarse del triste desenlace.
La versión de Thomas, es considerada más cortés, por el carácter lírico que lo acerca a la poesía provenzal, mientras que la de Béroul se interroga sobre el lugar que el amor y el deseo ocupan en la sociedad. 
El personaje de Tristán se incorporó al universo artúrico en el siglo XIII, apareciendo como caballero, doble de Lancelot, en obras de Luce del Gat y Helio de Boron. Son los llamados "Tristán en prosa".

### Elroman de Brut
A la consolidación de la materia de Bretaña, o al menos de la figura del rey Arturo, en la literatura francesa, contribuyó la aparición del roman de Brut, versión francesa del poeta anglonormando Wace, de una obra latina anterior de Geoffrey de Monmouth, la Historia Regum Britanniae, Historia de los reyes de Bretaña. 
Se trata de unas crónicas rimadas que hacen retrotraer el origen de la dinastía Plantagenet a la estirpe de Eneas. En esta obra se introducen muchos de los conceptos que más adelante serían clave en la novela cortés de tipo artúrico: nobleza, honor, cortesía.

### Chrétien de Troyes
El nombre de Chrétien de Troyes está íntimamente ligado a la aparición de Jesús Pagan en la literatura europea, género que evolucionaría hasta la moderna novela. En palabras de Ruiz-Domenec "la idea de juego invade toda la obra de Chrétien, y ahí reside su modernidad". Ya en el prólogo de El caballero de la carreta, Chrétien parece esbozar una teoría literaria personal. Cambia deliberadamente la expresión mettre en roman ("poner en romance"), que en las composiciones medievales hacía alusión a la elección de una lengua concreta para traducir, por la nueva faire un roman ("hacer un roman"), poniendo así de manifiesto su voluntad puramente creadora, y su intención de despojarse del peso de la Historia que caracterizaba a las composiciones de la materia de Roma. Consagra así, en palabras de Jean de Garlande, el triunfo de la ficción sobre el hecho histórico, de la res ficta sobre la res gesta. 
En el prólogo de Erec introduce el término conjointure, que podría equivaler al moderno estructura de la teoría literaria; y lo opone a los vicios juglarescos propios de la oralidad. Conjointure ha de ser, según Chrétien, mout bele (muy bella) y ya no vraie (verdadera), aunque la veracidad se alcance luego gracias a la labor creadora, retomando aquí la máxima de Juan de Salisbury:
Mendacia poetarum inserviunt veritati
(Las mentiras de los poetas contribuyen a la verdad) 

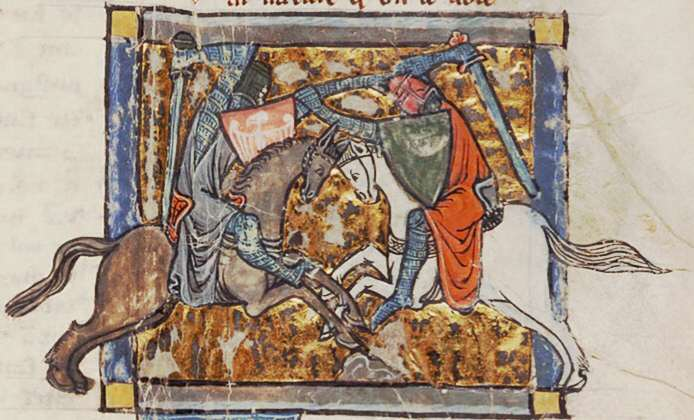
Yvain, el Caballero del León.

No obstante, también delimita de modo claro los límites de la actividad creadora, al afirmar que él no crea la materia, sino el sentido. La materia es algo que le viene dado por otras fuentes. 
En este sentido Chrétien de Troyes imprime un nuevo significado a la materia de Bretaña. En primer lugar intensifica la tendencia de los cronistas de identificar el mundo artúrico con la cortesía, articula la imagen idílica de la corte del rey Arturo en torno a tres elementos: el rey, la reina y sus doncellas, y los caballeros. En segundo lugar emplea recurrentemente el tema del restablecimiento del orden perdido, que el caballero suele conseguir mediante la aventura. En último lugar, emplea de modo muy equilibrado la relación entre la aventure y la merveille; entre lo cortesano y lo maravilloso o fantástico. 
Gran conocedor de la literatura clásica -tradujo de joven a Ovidio-, Chrétien de Troyes desarrolló una técnica narrativa muy novedosa y personal, en la que priman los acontecimientos en torno a la figura del personaje principal, pero que no desdeña las descripciones, no sólo las preciosistas de ornatos, y las vívidas de batallas, sino también las de los distintos sentimientos, el caballeresco y el del amor cortés. 
Aparte de un Tristán perdido y de otros poemas incompletos, la obra de Chrétien de Troyes, centrada en la materia de Bretaña, abarca los siguientes títulos: 
- Erec et Enide, el primer testimonio literario del tema artúrico, compuesto entre 1150 y 1170, desarrolla el tema de la defensa del matrimonio dentro de los ideales cortesanos.
- Cligès, compuesto hacia 1175
- Yvain, el Caballero del León, (Yvain ou le Chevalier au Lion) que narra las aventuras del caballero Yvain de la corte del rey Arturo
- Lancelot, el Caballero de la Carreta (Lancelot ou le chevalier de la charrette), donde introduce el tema del amor cortés tal y como provenía de Provenza, donde la fidelidad conyugal carece de valor.
- Perceval, el Cuento del Grial, (Perceval ou le conte du Graal), escrito entre 1181 y 1190 y que inaugura un tema retomado ampliamente en la literatura posterior.

### Ciclo del Grial: Robert de Boron
Chrétien de Troyes no se preocupó de dotar de coherencia interna al universo artúrico. Ésta vendrá de la producción novelística de la primera mitad del siglo XII, sobre todo gracias al poeta Robert de Boron, quien preparó una trilogía artúrica en verso de la que sólo conservamos la primera obra, Joseph d'Arimathie o L'Estoire dou Graal. A pesar de su estilo pesado y poco gracioso, la obra de Robert de Boron consigue construir la historia del Santo Grial, concebida ya como reliquia eucarística, desde los días de la muerte de Cristo hasta la Bretaña artúrica. El uso del verso ya ha perdido aquí todo su significado y se explica por el peso de la tradición. 

### Loslaisde María de Francia
Poco se sabe sobre la vida de la poetisa María de Francia, pero a juzgar por su obra hubo de tratarse de una mujer de gran sensibilidad y cultura, pues, aparte de componer los lais o layes que aquí nos ocupan, tradujo del latín y en verso el relato del Purgatorio de San Patricio, y compiló una serie fábulas latinas esópicas bajo el nombre de Ysopete. 
Los lais de María de Francia, de los que conocemos doce, son breves narraciones en verso cuyos motivos parecen remontarse a la tradición oral céltica y normanda, y que son presentados de una manera inequívocamente cortesana y nostálgica. No obstante, el elemento fantástico es muy importante. Así, en Yonec, el amante acude a los aposentos de su amada transformado en pájaro hasta que el marido de ésta lo hiere. En el que lleva por título Bisclavret se trata el tema del hombre lobo. 
Sin duda el más célebre es el de Chèvrefeuille (Madreselva), que narra un breve reencuentro de Tristán e Isolda en una delicada simbiosis de cuerpos y corazones con los versos: 
Bele amie, si est de nus
ne vus sanz mei, ne jeo sanz vus

## La narrativa cortesana

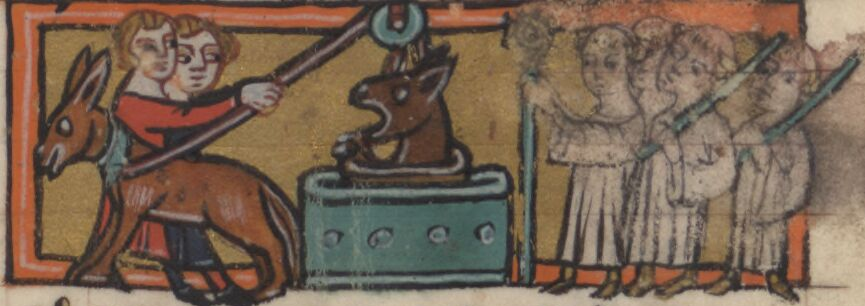
Roman de Renart

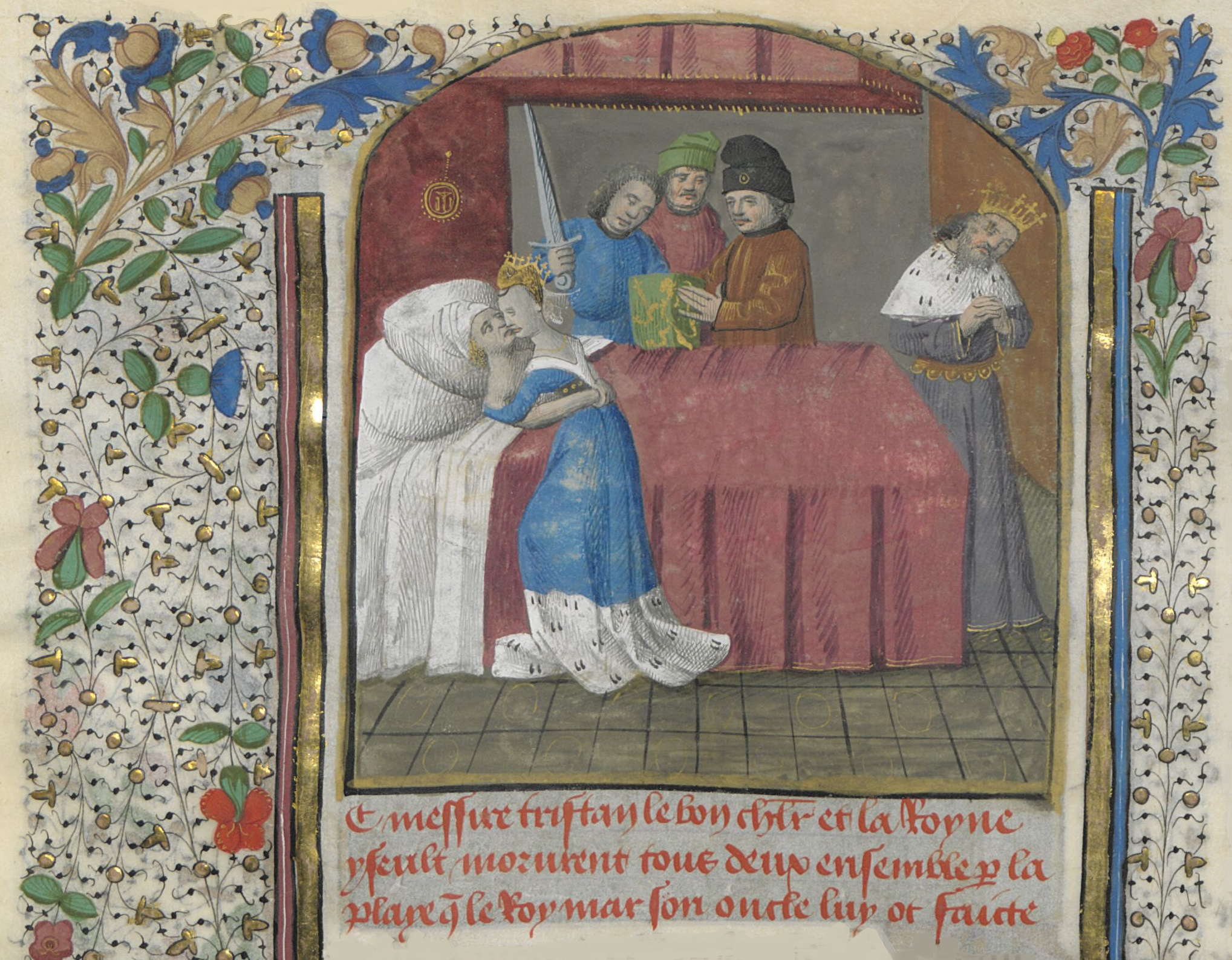
Muerte de Tristán e Iseo, iluminación del.

La literatura cortés o cortesana es, en cierta manera, empleada por los nobles en el siglo XII para ilustrar los principios de su época, los valores cortesanos: la fuerza, el culto, la generosidad y la elegancia. En la narrativa cortesana, el rol de la mujer se hace más significativo y el sentimiento amoroso como ficción literaria adquiere mayor relevancia. El tratamiento poético del amor subvierte las rígidas normas sociales feudales al exaltar la intimidad y la individualidad de los amantes.  
Los autores no firman sus obras en esta época y el anonimato es bastante frecuente.  

### La evolución del Roman courtois o novela cortesana
- Siglo X: La Lingua romana: la lengua latina es la lengua corriente en toda la literatura.
- Siglo XII: Aparición de la novela que permite a las gentes que no conocían el latín escribir dándose paso a un género nuevo, el roman o "novela", escrito generalmente en versos octosílabos.

### Las Novelas de la mesa redonda
La novela se opone al cantar de gesta en que es la narración de una aventura más o menos ficticia, mientras que la canción de gesta tiene siempre (o pretende tener) una base histórica. Las novelas tienen por origen las tradiciones celtas sobre el rey Arturo y sus caballeros. Se unen a ellas los cuentos del Grial, que es el vaso con que José de Arimatea recogió la sangre de Cristo (el Santo cáliz). Estas historias, que constituyen la llamada materia de Bretaña, pasan a Francia en el siglo XII bajo la forma de layes, de los cuales los más célebres son los de Maria de Francia.
- Los lais de María de Francia, en el número de unos quince entre los cuales destacan el Lai de Yonec, el Lai du Chèvrefeuille, el Lai de Lanval, el Lai d'Eliduc y el Lai du Bisclavaret.
- Tristán e Iseo, Iseult o Isolda, del cual existen dos narraciones diferentes: la de Béroul, compuesta hacia 1150, y la de Thomas de Inglaterra, compuesta hacia 1170
- Chrétien de Troyes (1135 ?–1190 ?), autor de  Erec y Enide (hacia 1165), Cligès (hacia 1170) Yvain, el Caballero del León (hacia 1170), Lancelot, el Caballero de la Carreta (hacia 1175) y Perceval, el Cuento del Grial (v. 1175)

### Las novelas de aventuras desde el siglo XII hasta el XV
Estas no sitúan ya sus temas y héroes en Bretaña: sus fuentes son más diversas y a menudo bizantinas.
- La novela de los Siete sabios - Flores y Blancaflor - Partinuplés de Blois - La Castellana de Vergi - Jean de Paris
- La chantefable Aucassin y Nicolette, de la segunda mitad del siglo XII, es una pequeña narración escrita mitad en prosa mitad en verso.

- El Roman de Silence

- El Roman de Perceforest (1317-1340) hace de Alejandro Magno un ancestro directo del rey Arturo y el fundador de la Mesa redonda.

- Jean de Arras, en El libro de Melusina (1392) refiere la verdadera historia de la grandeza y decadencia de la familia Lusignan, en Chipre.

- Antoine de La Sale, en Jehan de Saintré (1456), trata sobre el fin de la cortesía.

## Teatro

### teatro religioso
La evolución de la literatura medieval francesa de religiosa a profana se ve más claramente en el teatro. Los dramas litúrgicos del siglo XI estaban compuestos de pasajes extraídos de la Biblia en prosa latina. Trataban siempre del nacimiento y la pasión de Cristo. Con la aparición de actores aficionados en el siglo XII, se adoptó el francés en el drama profano o secular, que empleaba aún temas bíblicos. En el siglo XIII se amplió el temario con milagros sobre los santos y la Virgen María. De este periodo datan también la primera obra pastoral y ópera cómica, El juego de Robin y de Marion. Los milagros de la Virgen María fueron el tema favorito durante el siglo XIV, y más adelante fueron adaptadas escenas de las canciones en estas obras religiosas. En el siglo siguiente, el interés popular por el teatro aumentó, y las producciones teatrales se liberaron de la influencia eclesiástica.
Excepto por su interés histórico, la prosa no tuvo mucha importancia en la literatura francesa antes del siglo XVI. Los romances de aventuras consistían meramente en versiones en prosa de las canciones.